# نیکی دیلچ
اشلی نیکول "نیکی" دیلُچ (انگلیسی: Ashlee Nicole "Nikki" DeLoach؛ زادهٔ ۹ سپتامبر ۱۹۷۹) یک هنرپیشه، و خواننده اهل ایالات متحده آمریکا است. وی از سال ۱۹۸۶ میلادی تاکنون مشغول فعالیت بوده‌است.

## گزیدهٔ آثار

### سینما
| سال  | فیلم              | کارگردان     | توضیحات         |
| ---- | ----------------- | ------------ | --------------- |
| ۱۹۹۷ | مسافر             | جک ان. گرین  | در نقش «کیت»    |
| ۲۰۰۱ | کم احتمال         |              |                 |
| ۲۰۰۶ | شبکه ۲٫۰          |              | در نقش «کاسیدی» |
| ۲۰۰۸ | کارول آمریکایی    |              |                 |
| ۲۰۰۸ | خانه خرگوشی       | فرد ولف      | در نقش «لیلی»   |
| ۲۰۰۸ | محاکمه            | گری ویلر     | در نقش «میندی»  |
| ۲۰۱۰ | عشق و دیگر داروها | ادوارد زوئیک | در نقش «کریستی» |

### تلویزیون
- مد من (۲۰۱۵)
- ذهن‌های مجرم (۲۰۱۴)
- ان‌سی‌آی‌اس (۲۰۱۴)
- سی‌اس‌آی (۲۰۱۳)
- روزهای زندگی ما (۲۰۰۷ و ۲۰۰۹)
- ثروت بادآورده (۲۰۰۶)